# بيتر فرازير (سياسي كندي)
بيتر فرازير هو سياسي كندي، ولد في 1921، وتوفي في 2000.